# 쇼치쿠 멀티플렉스 시어터즈
쇼치쿠 멀티플렉스 시어터즈(일본어: 松竹マルチプレックスシアターズ, 영어: Shochiku Multiplex Theatres)는 일본의 쇼치쿠가 운영하는 영화관 회사이다. MOVIX라는 이름으로 영화관 체인을 운영한다.